# Église San Gioachimo de Milan
 (juillet 2025).
L'église San Gioachimo (italien : chiesa di San Gioachimo) est une église catholique située à Milan en Italie.

## Localisation
L'église se situe dans le quartier Porta Nuova dans le secteur nord du centre-ville de Milan.

## Historique
L'église, conçue par l’architecte Enrico Terzaghi, est commandée par l'archevêque Luigi Nazari di Calabiana et construite entre 1880 et 1885 derrière la première gare centrale de Milan,. Entre 1922 et 1931, l’intérieur subit d’importantes rénovations, incluant des décors dans les chapelles de la Vierge du Suffrage et de Saint Joachim, réalisés par des artistes tels que Maragliano, Broccardi, Passerini, Magistretti, et plus tard Mario Alberella.
En 1985, l’architecte Lella Ronchi Camagni procède à des mises à jour liturgiques. En 2011, les cinq portes d’entrée en bois sont restaurées par l’atelier de Mauro Spinelli.

## Architecture
L’église présente un style néo-Renaissance et un plan carré développé autour d’une croix grecque,.